# Erik Vos
Erik Vos (Hellendoorn, 3 mei 1929) is een Nederlands toneel- en operaregisseur, en de oprichter van Toneelgroep De Appel.

## Leven en werken
Vos werd in 1929 geboren als zoon van de geneesheer-directeur van het Sanatorium Hellendoorn. In de winter van 1937 verhuisde hij met zijn moeder naar Utrecht, en later naar Zaandam waar hij aanvankelijk het Zaans Lyceum bezocht, maar ten slotte de HBS afmaakte.
 Na zijn eindexamen ging Vos geneeskunde studeren in Utrecht, maar al spoedig liet hij die studie varen.
Na het zien van de film Les Enfants du paradis vertrok hij naar Parijs om mimespeler te worden. Op aanraden van Marcel Marceau, die hij daar opzocht, nam hij lessen bij Étienne Decroux. Hij ontmoette in Parijs zijn latere vrouw, Inez van Dullemen.
Na de oorlog ging Vos naar de Amsterdamse Toneelschool; in 1955 deed hij eindexamen in de discipline regie: een onderdeel van de school dat speciaal voor hem in het leven was geroepen.
Zijn eersteling als pas afgestudeerde regisseur was een gastdirectie bij Toneelgroep Theater, waar hij "Deirdre en de zonen van Usna" op de planken zette. Geen enkele recensie meldde iets positiefs en de productie werd een flop.
Hierna werd hij artistiek leider van een kindertoneelgezelschap, dat hij onder de naam 'Arena' voortzette. Hier werd ook het eerste door hem zelf geschreven stuk uitgevoerd: de musical Het dansende ezeltje. 
Het gezelschap, dat inmiddels De Nieuwe Komedie heette, ging  van lieverlee ook niet op kinderen gerichte stukken spelen, uitmondend in de Griekse tragedie De Perzen van Aeschylus (525 – 456 v.Chr.) in theater Carré, wat een groot succes werd (1963).
Na twee jaar in Amerika diverse producties te hebben verzorgd werd Vos in 1967 regisseur, tevens bestuurslid, bij de Nederlandse Comedie en docent aan de Amsterdamse Toneelschool. Omdat hij zich niet kon verenigen met het conservatieve beleid bij het toneelgezelschap stapte hij op 7 oktober 1969 op. Twee dagen later werd de Aktie Tomaat ingeluid in de Amsterdamse Schouwburg, bij de voorstelling De Storm.
Vos begon een nieuw project onder de naam "Plan 71". Op grond van improvisaties werd een voorstelling gemaakt, die op de planken kwam onder de naam Bacchanten 71.

### Toneelgroep De Appel

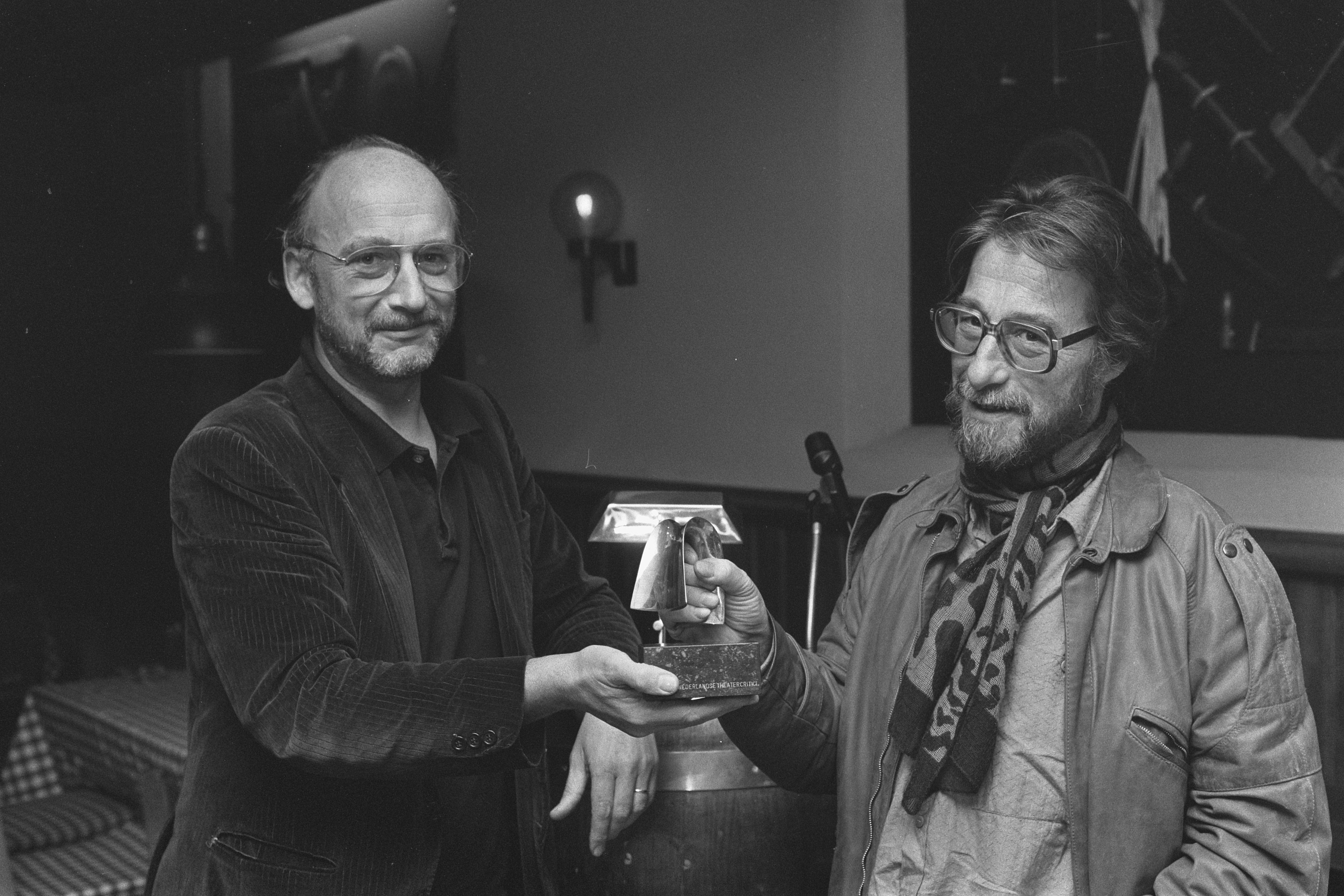
Prijs van theatercritici voor de regie van Faust (1986, links Hans Croiset)

Deze nieuwe manier van theater maken en het succes van Bacchanten 71 leidde tot de oprichting van Toneelgroep De Appel in de herfst van 1971.
Hier speelde Vos met beroemde artiesten als Christine Ewert, Carol Linssen en Peter van der Linden, Aus Greidanus, Eric Schneider en vele anderen. Zijn vrouw, de schrijfster Inez van Dullemen, zorgde voor nieuwe vertalingen en bewerking van veel van de stukken.
De jaren bij De Appel betekenden voor Vos een periode van grote successen en triomfen.

Vos werd vanaf die periode veel gevraagd in binnen- en buitenland. Jaarlijks ging hij naar Duitsland of Amerika, om daar bij de Kansas City USA of het Dusseldörfer Schauspielhaus gastregies te verzorgen.

De laatste productie van Vos bij De Appel was in 1997 Koning Oedipus van de Griekse dichter Sophocles. Bij zijn afscheid als artistiek leider van Toneelgroep De Appel, op zondag 16 februari 1997, ontving hij uit handen van staatssecretaris Aad Nuis de Bronner Medaille, een hoge ministeriële onderscheiding voor bijzondere verdiensten. Er werd tevens een Erik Vosprijs in het leven geroepen die sindsdien elke twee jaar wordt uitgereikt.

### Daarna
In 2009 ontving Vos de VSCD Oeuvreprijs, vanwege zijn grote bijdrage aan de Nederlandse podiumkunsten.
Ook daarna bleef hij actief als regisseur en maker van theatervoorstellingen, voor zowel toneel, opera en dans.

Vos heeft een aantal boeken op zijn naam staan.

## Publicaties
- De vos en de broedende vogel - improvisaties. De Toneelcentrale, 1979. ISBN 9789063150099.
- De Appel - zicht op 7 jaar (met Jan Bons en Aad Greidanus). De Appel, 1980, ISBN 9789070266028.
- In de arena - toneelherinneringen. De Bezige Bij, 1999, ISBN 9789023438670.
- Verdi aan de Wolga - Russisch dagboek. International Theatre & Film Books, 2002, ISBN 9789064036125.
- De hele wereld is toneel - tekst, beweging, improvisatie. Theaterinstituut Nederland, 2005, ISBN 9789070892760.
- De wereld van transformaties. Theaterinstituut Nederland, 2008, ISBN 9789070892913.
- Herinneringen van een regisseur - een wereld van beeld en verbeelding. International Theatre & Film Books, 2014, ISBN 9789064037931.
- Gedeeld leven. De Bezige Bij, 2023, ISBN 9789403128795.